# الحديد (ديالى)
قرية الحديد وهي قرية تتبع مدينة هبهب وتقع في محافظة ديالى شرق العراق.